# Ардаит
Ардаит (на английски: ardaite; на френски: ardaïte; на испански: ardaíta; на немски: Ardait;на италиански: ardaite) 
(MMA (IMA) символ: Ada) е рядък минерал от групата на сулфосолите с емпирична формула Pb19Sb13S35Cl7. Наименуван е на река Арда, тъй като е открит в близост до нея.

## Свойства
Може да се наблюдава само под микроскоп като фино зърнести агрегати в размер до 50 микрометра на индивидуални игловидни кристали в размер до 2 микрометра. Притежава следните свойства: цвят – зеленикаво сив или синьо зелен; непрозрачен; метален блясък; плътност – 6,44 g/cm3. Под микроскопа проявява слаб плеохроизъм. Свързаните с него минерали са галенит, робинсонит, семсеит, англезит, надорит. По химичен състав е оловно-антимонова сулфосол със съдържание на хлор.

## Откриване
Минералът е открит през 1978 година от професор Веселина Бресковска в оловно-цинковото-полиметално находище край Маджарово. Описан е от нея и от съветските минералози Н. Н. Мозгова и Н. С. Бортников от Академията на науките на СССР. Първоначално получава името хлоров фалкманит, а впоследствие е наречен на името на река Арда, която протича през полиметалното находище. Одобрен е като нов вид минерал от Международната минералогическа асоциация през 1980 година. Описан е в научна статия в списание American Mineralogist. В същата година съществуването на ардаита е потвърдено в полиметално находище Дресфал край град Филипстад в Швеция.